# NGC 6670
NGC 6670 är ett interagerande galaxpar beläget ca 401 miljoner ljusår från solsystemet i stjärnbilden Draken och upptäcktes den 31 juli 1886 av Lewis A. Swift. Dess form liknar en hoppande delfin. NGC 6670 är en kombination av två kolliderande skivgalaxer som är kända som NGC 6670E och NGC 6670W. Galaxen är 100 miljarder gånger ljusstarkare än solen. Galaxerna har redan kolliderat en gång tidigare och de rör sig nu mot varandra igen och närmar sig en andra kollision. Dess skebara magnitud är 14,3dess storlek är 1,0 bågminuter.

## NGC 6670E
NGC 6670E (även känd som NGC 6670-1 och NGC 6670B) är en skivgalax på den nordöstra sidan av NGC 6670. Den har till största delen förstörts genom sin kollision med NGC 6670W. Den har en ljusstark kärnregion med en bolometrisk luminositet på 18 gånger solen på grund av en stor mängd stjärnbildning. Dess stjärnbildningseffektivitet är minst fyra gånger högre än Vintergatans skiva och närmar sig starburstfasen. Denna stora mängd stjärnbildning orsakas sannolikt av kollisionen med NGC 6670W. Sydost om kärnan finns ett ljust och luddigt område orsakat av stoft extinktion eller en stor koncentration av blå stjärnor. NGC 6670E ligger framför NGC 6670W och de rör sig mot varandra. Rörelsen i den HI-regionen i denna galax har störts av kollisionen med NGC 6670W.

## NGC 6670W
NGC 6670W (även känd som NGC 6670-2 och NGC 6670A) är en skivgalax på den sydvästra sidan av NGC 6670. Den utgör den större delen av NGC 6670. Den har förblivit mestadels intakt efter kollisionen med NGC 6670E. Dess kärnregion är något mörkare än NGC 6670E, mätt till bolometrisk magnitud 11 gånger solen, men detta tal tyder på en fortfarande högre nivå än normalt av stjärnbildning. Både den västra och östra sidan av skivan är markant böjda. HI-regionen av NGC 6670W är en roterande ring. Den västra änden av galaxen har en starkare radiokontinuumtopp som tyder på att det kan vara en nyligen inträffad stjärnbildningsregion.